# Solandreae
Solandreae, biljni tribus iz porodice krumpirovki ili pomoćnica.

## Opis
Pleme Juanulloeae sastoji se od sedam do devet neotropskih rodova liana i epifitskih ili kopnenih grmova koji pokazuju široku raznolikost floralnih morfologija i sindroma oprašivanja. Njihova uobičajena epifitska navika u krošnjama šume i relativno rijetko cvjetanje rezultirali su malim i fragmentarnim primjercima i zakomplicirali taksonomsko proučavanje plemena tako da su mnogi njegovi rodovi i dalje slabo poznati. Solandra, trenutno uključena u monotipsko pleme Solandreae, morfološki je vrlo slična Juanulloeae, ali njezini filogenetski afiniteti nisu jasni. U ovoj studiji, filogenija Juanulloeae i Solandra izvedena je iz maksimalne štedljivosti i Bayesove analize sekvenci jezgre i plastida DNA (ITS, waxy, trnT-trnF, rps16-trnK). Solandra je bila snažno podržana kao sestra Juanulloeae i dva su plemena ovdje spojena pod starijim imenom Solandreae. Mnogi rodovi unutar grupe, posebice Juanulloa, Markea i Trianaea, nisu monofiletni kako se trenutno opisuje. Pregledavaju se morfološke karakteristike rodova i klasa u svjetlu filogenetskih dokaza koji su ovdje predstavljeni i naglašava se potreba za ponovnim vrednovanjem morfoloških karakteristika koje se koriste za razgraničenje rodova plemena. Na temelju rezultata, predlaže se (1) proširiti opseg plemena Solandreae kako bi se uključilo pleme Juanulloeae, (2) prepoznati devet rodova u Solandreae, uključujući ponovno uspostavljanje Poortmannia i Hawkesiophyton, i (3) stvoriti dvije nove vrste -kombinacije razine, predložiti jedan novi sinonim na razini vrste i odrediti lektotip za Trianaea neovisae.

## Rodovi
1. Solandra Sw. (10 spp.)
2. Schultesianthus Hunz. (8 spp.)
3. Trianaea Planch. & Linden (3 spp.)
4. Merinthopodium Donn. Sm. (3 spp.)
5. Poortmannia Drake (1 sp.)
6. Dyssochroma Miers (3 spp.)
7. Markea Rich. (18 spp.)
8. Doselia A. Orejuela & Särkinen (4 spp.)
9. Juanulloa Ruiz & Pav. (8 spp.)
10. Hawkesiophyton Hunz. (2 spp.)